# Grand Falls Plaza
Grand Falls Plaza és una població dels Estats Units a l'estat de Missouri. Segons el cens del 2000 tenia 104 habitants.

## Demografia
Segons el cens del 2000, Grand Falls Plaza tenia 104 habitants, 40 habitatges, i 32 famílies. La densitat de població era de 446,2 habitants per km².
Dels 40 habitatges en un 30% hi vivien nens de menys de 18 anys, en un 75% hi vivien parelles casades, en un 5% dones solteres, i en un 20% no eren unitats familiars. En el 17,5% dels habitatges hi vivien persones soles el 7,5% de les quals corresponia a persones de 65 anys o més que vivien soles. El nombre mitjà de persones vivint en cada habitatge era de 2,6 i el nombre mitjà de persones que vivien en cada família era de 2,94.
Per edats la població es repartia de la següent manera: un 23,1% tenia menys de 18 anys, un 2,9% entre 18 i 24, un 25% entre 25 i 44, un 38,5% de 45 a 60 i un 10,6% 65 anys o més.
L'edat mediana era de 44 anys. Per cada 100 dones de 18 o més anys hi havia 100 homes.
La renda mediana per habitatge era de 48.250 $ i la renda mediana per família de 49.250 $. Els homes tenien una renda mediana de 35.833 $ mentre que les dones 58.750 $. La renda per capita de la població era de 15.341 $. Entorn del 3,4% de les famílies i el 8,8% de la població estaven per davall del llindar de pobresa.

## Poblacions més properes
El següent diagrama mostra les poblacions més properes.